# Il figlio di Bakunìn
Il figlio di Bakunìn è un film del 1997 diretto da Gianfranco Cabiddu e ispirato all'omonimo romanzo di Sergio Atzeni.

## Trama
La lotta degli operai di una miniera durante il ventennio fascista in Sardegna guidata da Tullio Saba detto Bakunin.